# Ladislav Vácha
Ladislav Vácha (Brno, Checoslovaquia, 21 de mayo de 1899-Zlín, 28 de junio de 1943) fue un gimnasta artístico checoslovaco, campeón olímpico en Ámsterdam 1928 en barras paralelas, entre otros importantes títulos.

## Carrera deportiva
En los JJ. OO. de París 1924 gana dos medallas de bronce: en anillas y escalada de cuerda.
En las siguientes Olimpiadas, las de Ámsterdam 1928, gana oro en paralelas, plata en anillas, y también plata en el concurso por equipos, tras los suizos y por delante de los yugoslavos, siendo sus compañeros de equipo: Josef Effenberger, Jan Gajdoš, Jan Koutný, Emanuel Löffler, Bedřich Šupčík, Ladislav Tikal y Václav Veselý.
Por último en el Mundial de Luxemburgo 1930 consigue el bronce en paralellas, y oro en el concurso por equipos, por delante de los franceses y yugoslavos. la editó